# Святкин, Василий Иванович
Васи́лий Ива́нович Свя́ткин (1916—1998) — советский работник сельского хозяйства, комбайнёр колхоза «Болышекаменский» Красноярского района Куйбышевской области, Герой Социалистического Труда (1967).

## Биография
Родился 29 июня 1916 года в селе Большая Каменка Самарского уезда Самарской губернии (позже Елховского района Куйбышевской области, ныне Красноярского района Самарской области) в многодетной семье (четыре девочки и три мальчика).
Окончил 4 класса школы. С детства Василий помогал родителям по хозяйству и с 13 лет стал работать в колхозе на разных работах. С 1934 по 1937 год работал трактористом. В 1938 году окончил школу механизации в городе Ставрополе-на-Волге Куйбышевской области (ныне Тольятти Самарской области), получил специальность комбайнера. Поступил работать в Большераковскую МТС и проработал там до призыва на службу в Красную армию в 1939 году.
Службу проходил в Монголии шофёром. Участник боевых действий на озере Хасан. Их часть не переводили на западный фронт из-за угрозы нападения со стороны Японии. Но в начале 1943 года Святкин с Дальнего Востока был направлен на Калининский фронт, прошёл с боями до Польши. В 1943 году участвовал в перегоне американской военной техники по Военно-Грузинской дороге из Ирана на Западный фронт. Служил в артиллерийских соединениях, в частях по обслуживанию авиационной техники. После окончания войны продолжил службу в Польше и демобилизовался в августе 1946 года.
Вернулся на родину, пошёл работать на Раковскую МТС комбайнером, затем стал бригадиром. В 1946 году женился на Марии Дмитриевне Дорогойченковой, в семье у них родилось семеро детей.
В 1972 году по состоянию здоровья перешёл работать машинистом на мельницу.
Умер 27 мая 1998 года на 82-м году жизни. Похоронен на кладбище села Большая Каменка.

## Награды
- Указом Президиума Верховного Совета СССР от 19 апреля 1967 года за неоднократные высокие трудовые показатели В. И. Святкину было присвоено звание Героя Социалистического Труда с вручением орденом Ленина и золотой медали «Серп и Молот».
- Также был награждён другими орденами и медалями.

## Память
- Ежегодно в районе проводится волейбольный турнир среди юношей соседних волостей на кубок Героя Социалистического Труда В. И. Святкина.